# Perekop

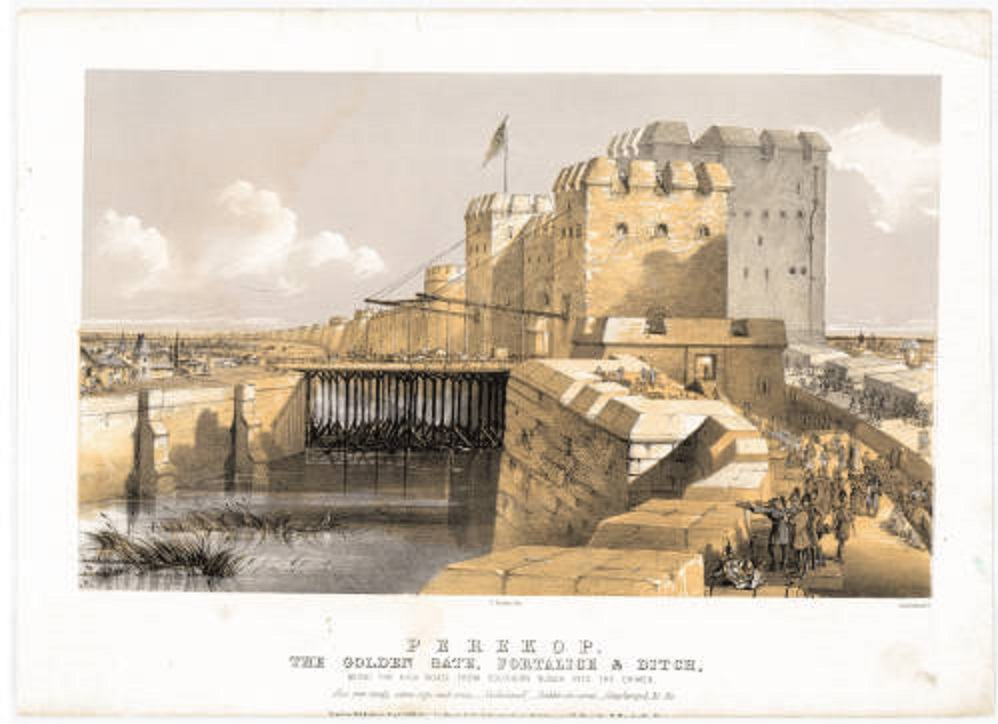
Twierdza Perekop (1855)

Perekop (ukr. i ros. Перекоп, krymskotatarski Or Qapı) – miejscowość w Ukrainie, położona na Przesmyku Perekopskim, wchodząca w skład miasta Armianśk w Republice Autonomicznej Krymu.
Jest najdalej na północ położoną miejscowością Republiki Autonomicznej Krymu. Ze względu na swoje położenie, Perekop zawsze odgrywał dużą rolę strategiczną. Data jego założenia jest nieznana, lecz istnieją przekazy pisemne, wedle których istniał już w I wieku. Dawniej był miastem targowym, znaczącym w handlu solą. Zbudowana w 1509 roku przez chana tatarskiego twierdza Perekop osłaniała cały półwysep od północy wraz z pobliskim „Wałem tureckim” blokującym dostęp na Krym, m.in. w 1501 roku podczas najazdu chana Wielkiej Ordy. Zostało zdobyte przez hetmana kozackiego Bohdana Różyńskiego w 1575 roku. W 1608 roku Perekop zdobyli Kozacy. W 1688 roku chan Selim Girej pokonał pod Perekopem armię rosyjską. Zdobyta i obrócona w ruinę została dopiero w czasie jednej z wojen rosyjsko-tureckich (1736-1739). Miasto zniszczono podczas wojny domowej w Rosji, gdy trwała operacja perekopsko-czongarska 1920 roku. W dniach 21 września–30 września 1941 roku Wehrmacht stoczył w tym miejscu zwycięską bitwę z Armią Czerwoną.
W 1954 roku przyłączona w granice sowieckiej Ukrainy. Od niego, swoją nazwę bierze miasto Krasnoperekopsk, położone ok. 25 km na południe od miejscowości.
Od 2014 pod rosyjską, nielegalną w myśl prawa międzynarodowego, okupacją.